# Constant crioscòpica
En termodinàmica, la constant crioscòpica (Kf) permet relacionar la molalitat amb el descens crioscòpic. És la proporció d'aquest darrer amb el primer:
{\displaystyle \triangle T_{f}=K_{f}\cdot m\cdot i}
On i és el factor de van't Hoff, el nombre de partícules en el qual el solut es divideix o forma quan es dissol.
Mitjançant el procediment anomenat crioscòpia, es pot usar una constant coneguda per calcular una massa molar desconeguda. Està relacionat amb l'ebullioscòpia, per la qual es pot determinar la constant ebullioscòpica.
La Kf de l'aigua és d'1,853 K·kg/mol.